# Walter NZ-60

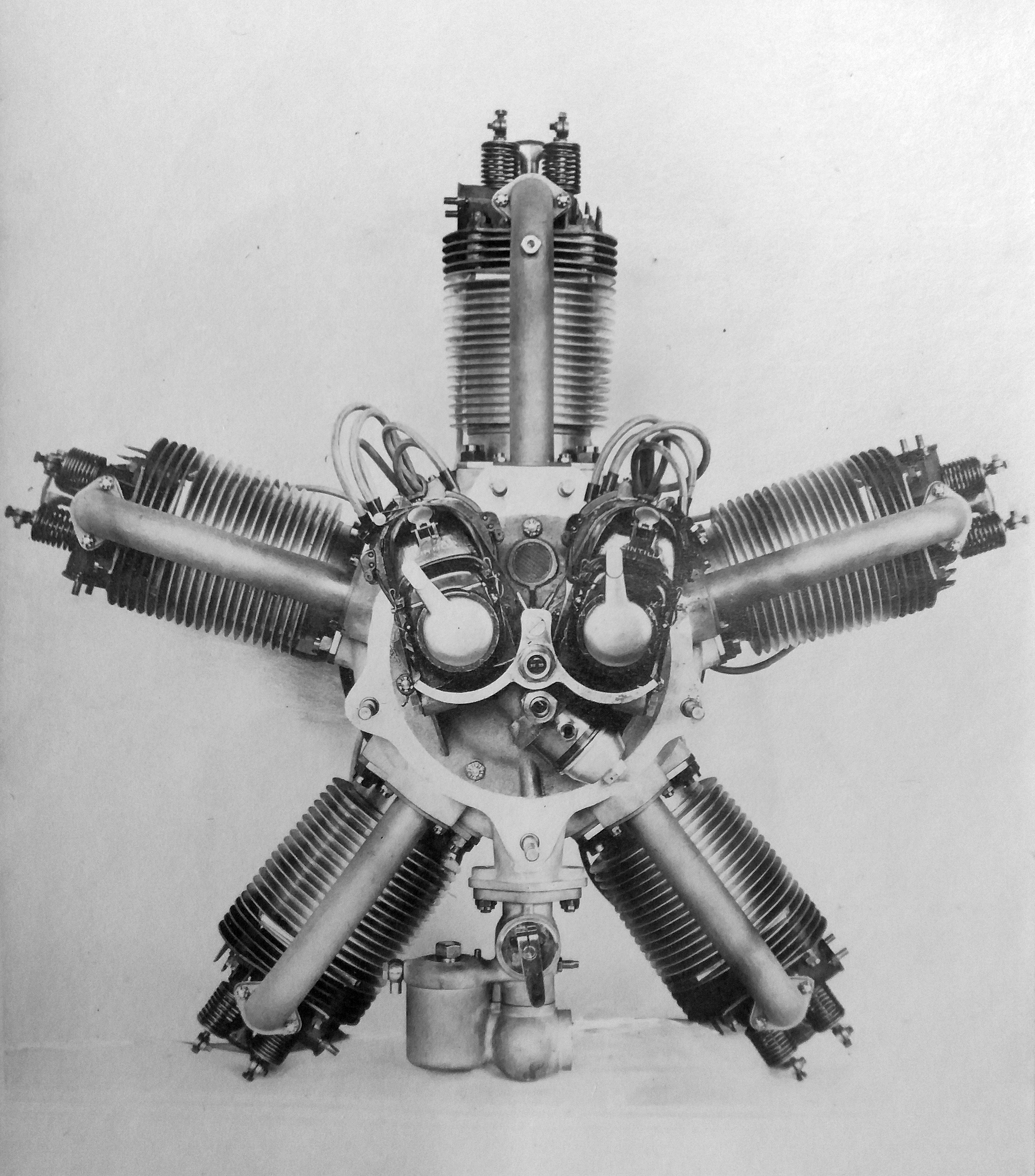
Visão da parte traseira de um Walter NZ-60

O Walter NZ-60 foi um motor radial aeronáutico refrigerado a ar fabricado pela Walter, o primeiro motor aeronáutico projetado na Checoslováquia e o primeiro motor aeronáutico fabricado após a Primeira Guerra Mundial. O NZ-60 não era só um motor leve avançado para sua época, momento também que  a as fábricas de aeronaves estavam começando a desenvolver e produzir novas aeronaves para treinamento e desportivas. Naquele momento, o NZ-60 provou ser extremamente bem-sucedido tanto a nível nacional como internacional.

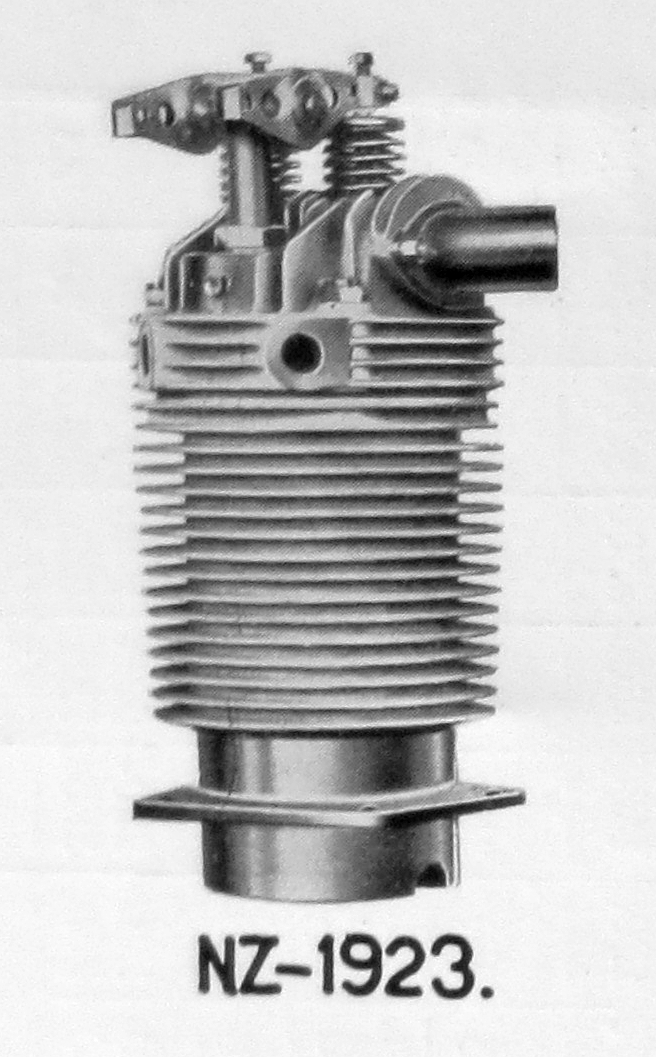
Walter NZ-60 (detalhe do cilindro)

## Projeto e desenvolvimento
A construção do primeiro motor foi iniciada em 26 de junho de 1923. Em agosto de 1923 (27 e 28 de agosto o NZ-60 nº 2 e 29 de agosto o NZ-60 Nº 1) os testes oficiais foram concluídos por um teste de homologação com a duração de uma hora. Foi projetado para utilização em aeronaves desportivas, sendo um dos projetos mais bem-sucedidos de sua época em sua categoria de desempenho, sendo associado com muitos aviões de sucesso de asa baixa monoplanos, onde através da Avia os Eng. Pavel Beneš e Miroslav Hajn, em conjunto com o piloto Dr. Zdeněk, tornaram-se famosos a nível nacional e internacional graças aos motores NZ. 
O desenvolvimento de aeronaves desportivas e de treinamento era complicado na época devido a falta de motores adequados, de forma que a Walter, com seu NZ-60, um motor relativamente leve, econômico e confiável, surgiu no mercado no momento certo. O resultado foi uma produção relativamente alta para a época, com um total de 188 unidades sendo construídas, das quais foram usadas tanto em projetos domésticos como no estrangeiro.
O NZ-60 tornou-se a base para desenvolvimentos futuros. Logo após o fim de sua produção, seria aprimorado com um aumento em seu desempenho, sendo designado Walter NZ-70. O conceito deste motor de cinco cilindros foi atualizado e o resultado foi o motor Walter NZ-85 com sete cilindros e o NZ-120 com nove cilindros. Todos estes motores radiais tinham um diâmetro e curso de 105 x 120 mm. Uma grande quantidade de motores com este número e arranjo de cilindros, com este diâmetro e curso, continuou a surgir nos anos seguintes. O NZ-70 foi seguido pelo Walter Vega (1929). Entretanto, o Vega encerrou a história de produção de motores radiais de cinco cilindros pela Walter com diâmetro de 105 mm.
O NZ-60 está exibido no hall de transportes no Museu Técnico Nacional em Praga. Outro motor, nº 56 é parte da exposição no Museu de Aviação em Kbely. Um terceiro NZ-60 também está presente no Museu Técnico em Brno.

## Descrição
O NZ-60 foi projetado para utilizar um mecanismo com uma vareta principal montada em rolamentos, que era usada em motores radiais da Siemens (a desvantagem era o tamanho relativamente grande e o peso da vareta principal, mas em motores que trabalhavam em velocidades relativamente baixas ainda não tinham manifestado as desvantagens deste conceito, com elas começando a aparecer nos motores Walter Castor). A construção do NZ-60 foi acompanhada pelo Eng. AO Zeithammer, trabalhando como projetista chefe na Siemens & Halske, em conjunto com Jan Novák (de onde surgiu a designação NZ - Novák-Zeithammer).
O motor possuía válvulas paralelas e cabeçotes de ferro fundido. Os cilindros eram de aço e as aletas de refrigeração feitas de alumínio. O cabeçote era removível. Os cilindros eram parafusados ao centro através de uma flange com 4 parafusos. O eixo de aço cromo-níquel era composto por duas partes e era montado em ambos os lados em rolamentos, o que eliminava as pressões axiais. A parte dianteira do eixo encerrava-se em uma conexão cônica para colocar a hélice e a parte traseira girava a bomba de óleo, um magneto e um tacômetro. A vareta principal era feita de aço cromo-níquel com uma seção cruzada circular montada em rolamentos e carregava pinos para 4 bielas laterais. Os pistões de liga de alumínio tinham mangas fundidas para os pinos do pistão e cada um tinha 3 anéis de vedação. Os pinos do pistão eram ocos e colocados soltos tanto no pistão como nas bielas. 
A distribuição OHV era controlada por um disco ressaltado, com uma válvula de admissão e outra de exaustão por cilindro, com a lubrificação sendo por pressão, com cárter seco. O motor acionava diretamente uma hélice que girava no sentido horário. A bomba de óleo com três cilindros tinha dois cilindros para a pressurização e um para sucção. O sistema de ignição original Siemens & Halske F5, com o qual os testes de homologação ocorreram, foi substituído em 1924 por dois magnetos Scintilla HP5.

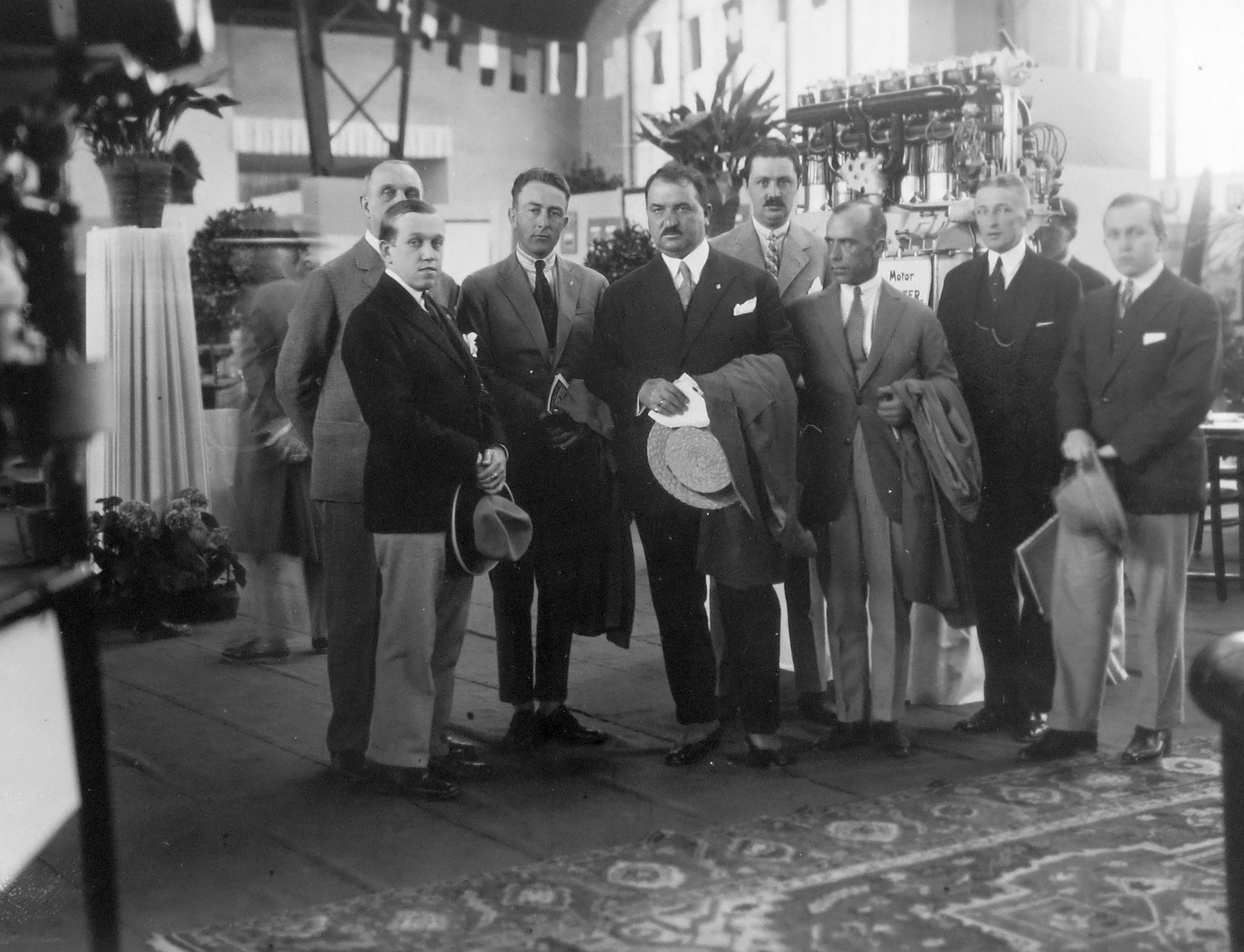
Antonín Kumpera (o menor da esquerda) com a delegação búlgara na tenda da Walter no Show Aéreo de Praga (1927). O resultado destas negociações foi a venda de motores Walter NZ-60 e posteriormente dos Walter Vega

O conceito do motor radial era de primariamente conseguir alcançar o menor peso possível (o motor tinha um pequeno e por isso leve, virabrequim e cárter) e ter boa refrigeração para os cilindros. No caso dos posteriores e famosos motores em linha refrigerado a ar e ainda posteriores motores em linha invertidos, a produção pela qual a "Waltrovka" ou a empresa britânica de Havilland se tornaria famosa, havia o problema de que os cilindros dianteiros estariam sendo resfriados demais e os traseiros pouco resfriados. Assim, os motores de quatro e seis cilindros em linha invertidos, ficariam populares e seriam produzidos em larga escala apenas após o fim da Segunda Guerra Mundial. Desta categoria podemos mencionar, por exemplo, o motor Walter Minor 6-III.

## Operação
Dentre outras, o motor era utilizado no Letov Š-18 e nos famosos "Bosky" Avia BH-5, BH-9, BH-10 e BH-11. Fora de seu país, também foi bem-sucedido. Foi utilizado, dentre outros em algumas aeronaves europeias: Albert A-20, A-60 e A-110 (França), Focke-Wulf S24a Kiebitz (Alemanha), Hopfner HS-5/28 (Áustria), Pander EC60 (Holanda), DUS -III Ptapta e PWS-3 (Polônia), ANBO II e ANBO III (Lituânia); e nos soviéticos: Gracianskij Omega, Gribovsky G-8 , Gribovsky G-10, Kalinin K-9, Korolyov SK-4, Vinogradov Igrado-3, Yakovlev AIR-3, Yakovlev AIR-4, etc. O NZ-60 se espalhou pela Europa, foi construído sob licença na Bulgária (para o DAR-1) e era um motor popular entre os construtores amadores e motorizou, por exemplo, a primeira aeronave motorizada do famoso projetista de foguetes soviético Sergei Korolev, o SK-4.
Com este motor, alguns voos de longa distância foram realizados e bem-sucedidos, estabelecendo recordes em competições nacionais e internacionais de aviação. O piloto Dr. Zdeněk Lhota, de 30 de junho a 1 de julho de 1923 com o Avia BH-5, venceu a competição internacional de aeronaves desportivas da Copa Real Belga em Bruxelas e em 17 de junho de 1923, uma corrida no aeroporto de Kbely. Em 1924, o Avia BH-9 estabeleceu os recordes nacionais checoslovacos de "velocidade em 1.000 km" e o "Recorde de distância", quando em 13 de maio voou 1.200 km em 9:47:47,2 h. Um voo de longa distância foi realizado em agosto entre Praga - Bruxelas - Paris - Londres - Paris - Praga, cruzando pela primeira vez o Canal da Mancha (1.800 km). Em 10 e 11 de novembro, voou também com um Avia BH-10 de Praga a Viena, Budapeste e Novi Sad para Belgrado (1.700 km).

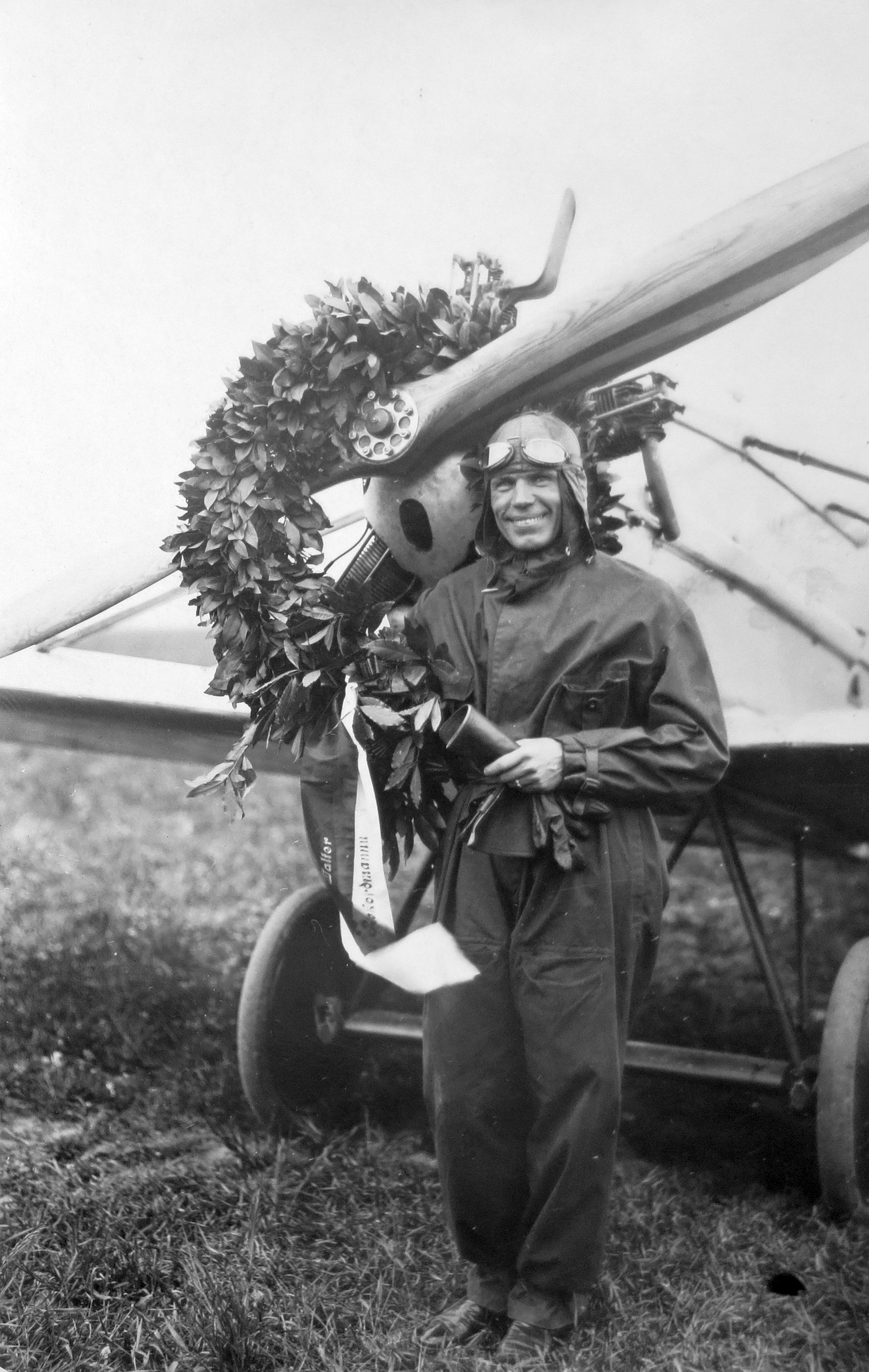
Walter NZ-60 e um Avia BH-11b, Alois Vicherek (recorde mundial em circuito, 6-7/6/1928)

Dr. Lhota realizou em 16 e 17 de maio de 1925 voos promocionais para o Ministério Público com a aeronave Avia BH-9 na rota Praga - Roma - Praga. Em uma corrida no dia 20 de setembro, em sua categoria de aeronaves (com motores de até 100 hp), os pilotos Cpt. Hamšík, Janhuber e Bartoš (todos no Avia BH-10), ficaram nos três primeiros lugares, nesta ordem. O piloto da Avia, Karel Fritsch, venceu em um BJ-11E (L-BONH) a corrida internacional Coppa d´Italia em 12 a 19 de novembro de 1925. Ocorreu em uma rota de 325 km no triângulo Centocello - Ciampino - Montecello. A corrida foi assistida pelo rei italiano Victor Emmanuel III e pelo primeiro ministro Benito Mussolini. No segundo dia, houve testes de consumo de combustível e óleo e, no dia final da corrida, as velocidades mínimas e máximas foram testadas. Após avaliarem os resultados, Karel Fritsch foi anunciado vencedor e alcançou um prestígio internacional para a Avia.
Na corrida internacional de aeronaves desportivas em Orly em 15 de agosto de 1926, duas Avia BH-11 pilotados por Karel Fritsch e Dr. Zdeněk Lhota venceram ambos primeiros lugares. Em 31 de agosto de 1926, J. Jira realizou um voo de 1.800 km sem pousar na rota Praga - Paris - Praga em um Avia BH-9, percorrendo em um tempo de 13:40 horas. Na Coppa d'Italia em 14 de outubro de 1926, venceu um Avia BH-11 (L-BONI) com um motor NZ-60. Nesta ocasião foi pilotada por Václav Bican. Em um BH-9, ele estabeleceu um recorde mundial em 26 de julho de 1927, na categoria de aeronaves com dois assentos de até 400 kg, em uma distância de 600 km sem retornar para o ponto de decolagem. V. Vlček e o Capt. V. Charousek em 8 de dezembro de 1927 na mesma categoria e com a mesma aeronave, bateram novamente o recorde, quando voaram por 1.303,546 km. Na categoria de aeronave com assento único e peso entre 200 e 350 kg, o Capt. J. Hamšík em um Avia BH-10, bateu outro recorde quando voou por 1.400 km com um retorno para o ponto de decolagem e em 9 de setembro de 1927 a uma distância de 1.228 km na linha direta de Praga - Reval novamente com o piloto J. Hamšík no Avia BH-10. No Avia BJ-11b em 8 de dezembro de 1927, o Capt. Vl. Black bateu o recorde mundial de distância com um retorno ao ponto de partida, voando por 1.740,728 km. Este sucesso internacional foi um grande auxílio para exportar as aeronaves da Avia na época.  
Sucessos similares continuaram nos anos seguintes. Destes, é necessário listarmos pelo menos um recorde do piloto Alois Vicherek em um Avia BH-11b, que em 6-7 de junho de 1928 na categoria de aeronaves de assento único com 200 a 350 kg, em um circuito atingiu o recorde mundial de distância em uma trajetória de 2.500 km, estabelecendo também o recorde nacional de autonomia. O voo todo durou 20 horas, 1 minuto e 10 segundos. Um mês depois (em 11 de julho), o Capt. I. Hermansky e um passageiro, o Eng. A. Macháček, atingiram um recorde para aeronaves de dois assentos de até 400 kg em um circuito fechado. Voaram por 1.500 km em menos de 11 horas, a uma velocidade média de 140 km/h (75,6 kn). O recorde mundial de distância em linha reta foi alcançado por Alois Vicherek, quando em 5 de outubro de 1928 em um Avia BH-11b e um motor NZ-60, voou 2.011 km na rota Praga - Bednodemanovsk na região de Penza (agora Spassk).

### Aeronaves
- Albert A-110 (França)[19]
- Albert A-20
- Albert A-60
- ANBO II (Lituânia)[20]
- Avia BH-5
- Avia BH-9
- Avia BH-10
- Avia BH-11
- Avia BH-12
- Avia BH-20
- DAR-1 Peperuda (Bulgária)[21]
- DUS-III Ptapta
- Focke-Wulf S 24 (Alemanha)[22]
- Gracianskij Omega (União Soviética)
- Gribovskij G-8 (União Soviética)[23]
- Gribovskij G-10 (União Soviética)
- Guritzer van Nes A.III (Áustria)[24]
- Hopfner HS-5/28 (Áustria)[22]
- Kalinin K-9 (União Soviética)[20]
- Koroljov SK-4 (União Soviética)
- Lonek L-8 Ginette[25]
- Letov Š-18
- Orta-Saint Hubert G.1
- Pander E (Holanda)[22]
- PWS-3 (Polônia)[22]
- Vinogradov Igrado-3 (União Soviética)

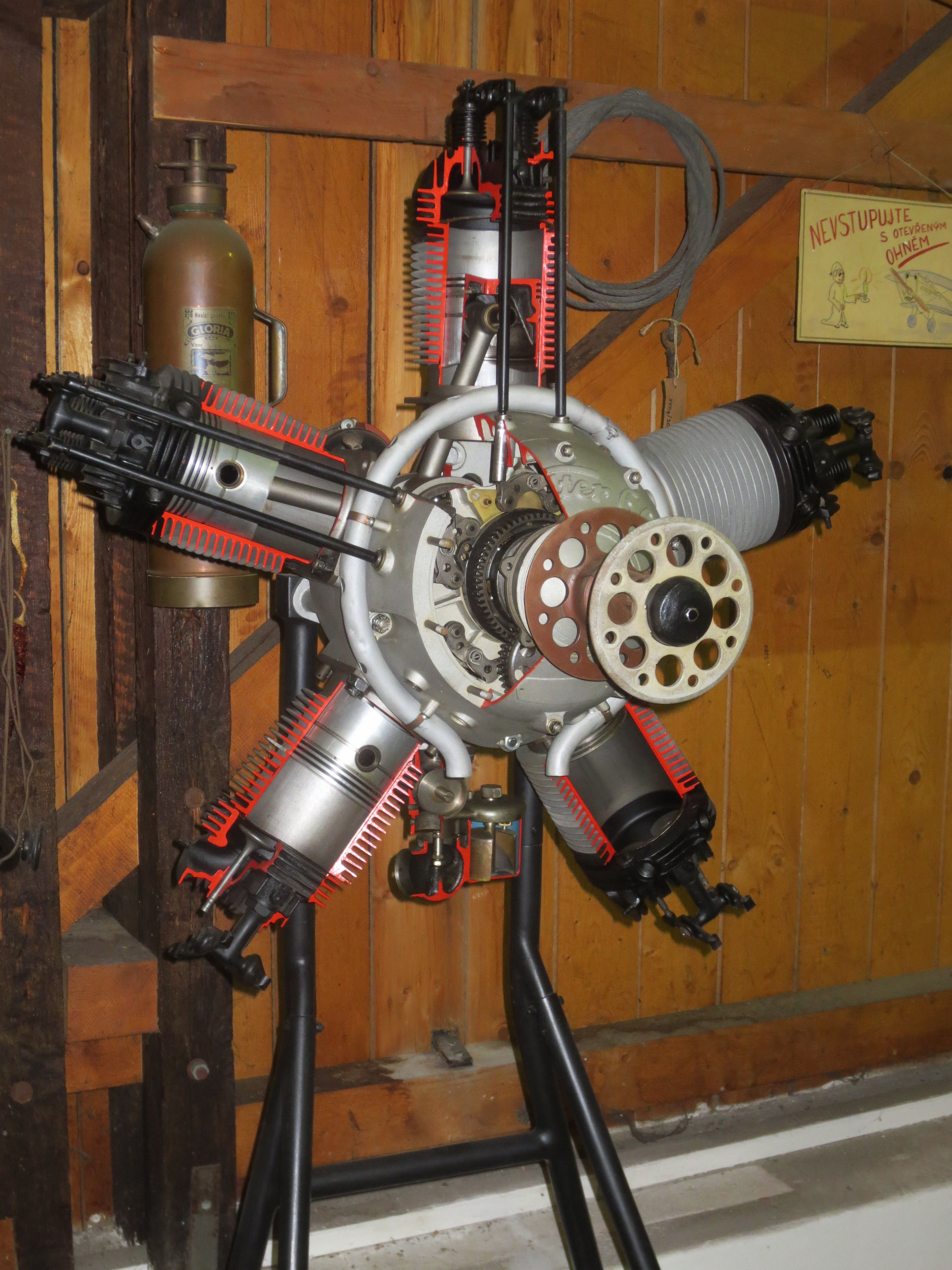
Walter NZ-60 seccionado no Museu de Aviação de Kbely em 2019

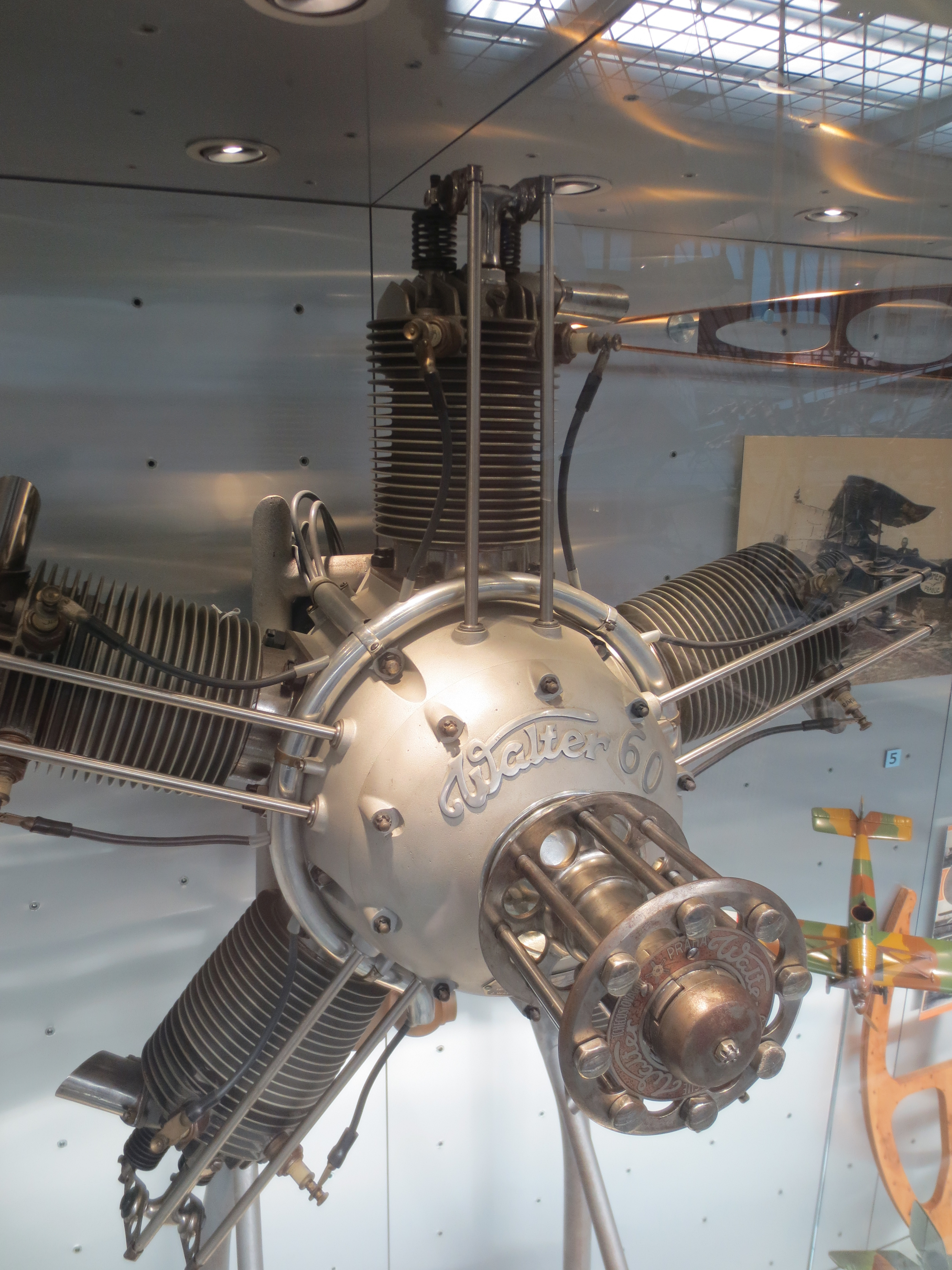
Walter NZ-60 (1923-1930) no Museu Técnico Nacional em 2020

- Yakovlev AIR-3 (União Soviética)[26]
- Yakovlev AIR-4 (União Soviética)